# Alexandre Gaouk
Alexandre Vassilievitch Gaouk (en russe : Александр Васильевич Гаук), né le 15 août 1893 du calendrier grégorien (3 août 1893 du calendrier julien) à Odessa et mort le 30 mars 1963 à Moscou, est un compositeur et chef d'orchestre russe.

## Biographie
De 1930 à 1934, il dirige l'Orchestre philharmonique de Leningrad. Le 6 novembre 1931, il est au pupitre lors de la création par l'orchestre et le Chœur académique Capella de la Symphonie n° 3 en mi bémol majeur « Premier Mai » de Chostakovitch.
Il est à l'origine de la reconstruction de la Symphonie n° 1 de Sergueï Rachmaninov -détruite par le compositeur après l'échec retentissant de sa création - grâce aux partitions instrumentales retrouvées dans les archives du Conservatoire de Moscou.
Gaouk enseigne au conservatoires de Léningrad (1927-1933), Tbilissi (1941-1943) et Moscou (1939-1963). Parmi ses élèves on compte tels chefs célèbres comme Ievgueni Mravinski, Konstantin Simeonov, Ievgueni Svetlanov, Nikolaï Rabinovitch, Edouard Grikourov, Alexandre Melik-Pachaïev.